# Brunede kartofler
Brunede kartofler er en dansk specialitet, som særligt spises juleaften sammen med flæskesteg, and eller gås og hvide kartofler samt rødkål. Den særlige brune farve opstår ved, at kartofler, der er kogt og pillet i forvejen, vendes på en stegepande i en blanding af sukker og smør, hvorved kartoflerne karameliseres.
I bogen Toute la pomme de terre af Lucienne Desnoues fra 1978 om kartoffelretter fra hele verden er brunede kartofler den danske repræsentant under betegnelsen "Pommes de terre danoises".